# Arnoltice (Bulovka)
Arnoltice (deutsch Arnsdorf) ist ein Ortsteil der Gemeinde Bulovka in Tschechien. Er liegt fünf Kilometer nördlich von Frýdlant und gehört zum Okres Liberec.

## Geographie
Arnoltice erstreckt sich im Tal des Baches Bulovský potok an der Einmündung des Arnoltický potok im Isergebirgsvorland (Frýdlantská pahorkatina). Südlich erheben sich die Kuppen Na Lišce (350 m) und U Rozhledny (Resselberg, 399 m), im Südwesten der Holubí vrch (Lange Fichte, 345 m). Arnoltice wird von der Fernverkehrsstraße I/13 zwischen Frýdlant und Zawidów durchquert. Im Unterdorf befinden sich zwei Steinbruchseen.
Nachbarorte sind Dolní Pertoltice und Horní Pertoltice im Norden, Bulovka im Nordosten und Osten, Dolní Řasnice im Südosten, Krásný Les, Na Lišce und Údolí im Süden, Harta und Víska im Südwesten, Minkovice, Poustka und Višňová im Westen sowie Předlánce und Nové Pertoltice im Nordwesten.

## Geschichte
Die erste Erwähnung der Kirche der hl. Maria Magdalena erfolgte 1346 in den Schriften des Bistums Meißen. Die Besitzer des zur Herrschaft Friedland gehörigen Lehngutes wechselten häufig. Besitzer von Arnsdorf waren die Herren von Tschirnhausen, Schwanitz, Kyaw, Biedermann, Scharfsodt, Faust, Unwürde und Rodewitz. Arnsdorf war bis zum Dreißigjährigen Krieg ein evangelisches Pfarrdorf. Letzter evangelischer Pfarrer war bis 1624 Christian Starck. Danach wurde Arnsdorf unter Wallenstein nach Friedland gepfarrt. Ab 1684 war die Arnsdorfer Kirche eine Filiale von Wiese und seit 1741 gehörte sie zur Bullendorfer Pfarre.
1652 befanden sich in Arnsdorf sieben Fischteiche, von denen heute noch einer erhalten ist. In den Jahren 1831 bis 1833 entstand die Kaiserstraße von Friedland nach Seidenberg, die den Ort von Süd nach Nord durchschnitt. Entlang dieser Straße entstand südlich die Ansiedlung Neu Schönwald. Westlich des Dorfes entstand in jener Zeit auch das Forsthaus am Wustunger Thiergarten.
Nach der Aufhebung der Patrimonialherrschaften entstand 1850 die politische Gemeinde Arnsdorf im Gerichtsbezirk Friedland bzw. Bezirk Friedland. 1856 hatte die Gemeinde 769 Einwohner. 1930 lebten in Arnsdorf 583 Menschen. Nach dem Münchner Abkommen wurde der Ort im Oktober 1938 dem Deutschen Reich zugeschlagen und gehörte bis 1945 zum Landkreis Friedland. 1939 hatte die Gemeinde 552 Einwohner. Nach dem Zweiten Weltkrieg erfolgte die Vertreibung der deutschen Bevölkerung. 1961 wurde Arnoltice nach Bulovka eingemeindet und kam zugleich zum Okres Liberec. 1991 lebten in dem Dorf 268 Menschen. Im Jahre 2001 bestand Arnoltice aus 76 Häusern.

## Sehenswürdigkeiten
- Kirche des hl. Maria Magdalena, erbaut zwischen 1738 und 1739 unter Philipp Joseph von Gallas nach Plänen des Prager Baumeisters Schöder anstelle eines Vorgängerbaus aus dem 14. Jahrhundert. Die Glocken stammen aus der Werkstatt von Martin Wiegel in Görlitz.
- Kapelle aus dem Jahre 1786